# Orange (Texas)
Orange es una ciudad ubicada en el condado homónimo en el estado estadounidense de Texas. En el Censo de 2010 tenía una población de 18 595 habitantes y una densidad poblacional de 319,89 personas por km². Se encuentra sobre la ribera derecha del río Sabine —cerca de la desembocadura de este en el golfo de México— que la separa de Luisiana.

## Geografía

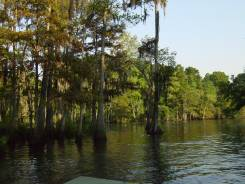
El río Sabine cerca de Orange

Orange se encuentra ubicada en las coordenadas 30°7′00″N 93°45′37″O / 30.11667, -93.76028. Según la Oficina del Censo de los Estados Unidos, Orange tiene una superficie total de 58.13 km², de la cual 55.18 km² corresponden a tierra firme y (5.07%) 2.94 km² es agua.

## Demografía
Según el censo de 2010, había 18 595 personas residiendo en Orange. La densidad de población era de 319,89 hab./km². De los 18 595 habitantes, Orange estaba compuesto por el 60.94% blancos, el 33.18% eran afroamericanos, el 0.34% eran amerindios, el 1.67% eran asiáticos, el 0.01% eran isleños del Pacífico, el 1.86% eran de otras razas y el 2% pertenecían a dos o más razas. Del total de la población el 5.25% eran hispanos o latinos de cualquier raza.